# Seznam slovenskih radijskih iger
 Seznam slovenskih radijskih iger  je razvrščen glede na letnico prve objave v medijih. Vsebuje radijske igre za odrasle, kratke radijske igre, radijske igre za otroke in mladino ter kot posebno poglavje radijske nadaljevanke oz. nanizanke. Poleg izvirnih slovenskih iger so navedeni še prevodi v slovenščino iz drugih jezikov. Arhiv slovenskih radijskih iger obsega 4000 del.

## Radijske igre za odrasle

### Do leta 1980

#### Izvirne slovenske radijske igre
- Frane Milčinski Ježek: Brez naslova (1957)
- Ivan Cankar – Mitja Mejak: Zgodba o Šimnu Sirotniku (1960)
- Matjaž Kmecl: Samota velikega teatra (1961)
- Saša Vuga: Bernardek (1962)
- Marjan Marinc: Lavina (1963)
- Marjan Marinc: Weekend (1963)
- Smiljan Rozman: Hiša (1965)
- Marjan Marinc: Nedeljsko kosilo (1966)
- Marjan Marinc: Naslovna stran (1967)
- Andrej Hieng: Cortesova vrnitev (1968)
- Ciril Kosmač – Mitja Mejak: Tantadruj (1968)
- Matjaž Kmecl: Intervju (1969?)
- Smiljan Rozman: Kruh, a najprej njiva (1971)
- Vasja Ocvirk: Aleš iz Razora (1971)
- Andrej Hieng: Burleska o Grku (1972)
- Evald Flisar: Ukradena hiša (1972)
- Rudi Šeligo: Ali naj te z listjem posujem? (1972)
- Smiljan Rozman: Čudežna popevka (1972)
- Pavel Lužan: Dan gospoda Iksa (1973)
- Saša Vuga: Steza do polnoči (1973?)
- Vladimir Kocjančič: Vaška komanda (1973)
- Žarko Petan: Dvojnik (1973)
- Franček Rudolf: Fotopuška (1974)
- Franček Rudolf: Zasanjane vreče (1974)
- Franček Rudolf: Edip Toponosi (1974)
- Franček Rudolf: Xerxes ali Strah (1974)
- Franček Rudolf: Ognjeni krst (1974)
- Jaša Zlobec, Pavle Zidar: Romeo in Julija (1974?)
- Rudi Šeligo: Vlahi (1974)
- Žarko Petan: Štirje asi (1974?)
- Žarko Petan: Trikotnik s štirimi koti (1974?)
- Franček Rudolf: Polž Jože (1975)
- Janko Kersnik: Agitator (1975)
- Juš Kozak – Mitja Mejak: Srečanja na gozdni poti (1975)
- Pavel Lužan: Taka je ta zgodba (1975)
- Pavel Lužan: Tercet (1975)
- Rudi Šeligo: Jezik »Pascal« (1975)
- Vladimir Kocjančič: Ime mi je Marija (1975)
- Franček Rudolf: Zvečer pa izstrelitev v vesolje (1976)
- Ivan Cankar – Igor Torkar: Vse za blagor domovine (1976)
- Ivan Cankar – Pavel Lužan: Neznana pesem (1976)
- Pavel Lužan: Tenka, bela stena (1976)
- Pavel Lužan: Trkanje na steno (1976)
- Smiljan Rozman: Čarobni pisalni strojček (1976)
- Vladimir Kocjančič: Slovo umetnika Petra (1976)
- Žarko Petan: Avtor išče šest oseb (1976)
- Andrej Hieng: Pujski zlati : Vesela igra z maškarado (1977)
- Anton Ingolič: Ptiček brez kljunčka (1977)
- Franček Rudolf: Slovenske narodne (1977)
- Matjaž Kmecl: Godčeve zgodbe (1977?)
- Miško Kranjec: Veselo gostüvanje (1977)
- Andrej Hieng: Večer ženinov : Vesela igra z maškarado (1978)
- Frane Milčinski - Ježek: Strme stopnice (1978)
- Pavel Lužan: Igre iz naših dni (1978)
- Vladimir Kocjančič: En dan Denisa Ivanoviča (1978)
- Žarko Petan: Monolog moškega o ženskah (1978)
- Andrej Brvar: Slučaj, ki je meso postal (1979)
- Andrej Hieng: Krvava ptica (1979)
- Janez Vipotnik, Borut Trekman, Pavel Lužan: Rodna letina (1979)
- Karel Grabeljšek: Dolga noč do doma (1979)
- Leopold Suhodolčan: Osvajanje vrha (1979)
- Matjaž Kmecl: Slovenski vaški pogreb (1979)
- Tone Partljič: Veličastna smrt dramskega in televizijskega igralca Vinka Kurenca (1979)
- Žarko Petan: Slepa hiša (1979)
- Emil Filipčič in Marko Derganc: Butnskala (konec 1970-ih do začetka 1980-ih)

#### Radijske igre tujih avtorjev, prevedene v slovenščino
- Menander: Lepotica s Samosa (1956)
- William Shakespeare: Vihar (1957)
- Anton Pavlovič Čehov: Medved (1960)
- Jonathan Swift – Raoul Martinee: Vsiga mogočno pero (1960)
- Fjodor Mihajlovič Dostojevski: Tuja žena (1961)
- Roger Leigh: Izbira je težka (1967)
- Primo Levi: Verzifikator (1968)
- Berkeley Mather: Naj ne ve levica … (1970)
- Momo Kapor: Življenjepis 1937 (1970)
- Mirjana Buljan: Tajni predal (1971)
- Đorđe Lebović: Svetlobe in sence (1972)
- Ilja Hurnik: Jok in škripanje z zobmi (1973)
- J. B. P. Molière: Amfitrion (1973)
- Honoré de Balzac: Sreča je zmeraj ženska (1974)
- Colin Tucker: Henry med slavci (prevod Milan Stepanović) (1979)

### Od leta 1980 do 1990

#### Izvirne slovenske radijske igre
- Anton Ingolič: Vidim te, Veronika (1980)
- Ivan Fogl: Ujet (1980)
- Saša Vuga: Silvestrovo črepinj (1981)
- Tone Peršak: Pogreb (1981)
- Tone Partljič: Marjetice (1981)
- Žarko Petan: Votli cekini (1981)
- Andrej Hieng: Krvava ptica (1982)
- Danilo Lokar: Platnena srajca (1982)
- Janez Vipotnik: Enainštirideseto (1982)
- Jaša Zlobec: Vroče počitnice (med 1982 in 1992)
- Milan Jesih: Tovariš Peter (1982)
- Pavel Lužan: Igra metamorfoz ali Zlati osel (1982)
- Tone Peršak: Prelaz (1982)
- Tone Partljič: Nekoč in danes (1982)
- Žarko Petan: Igralec (1982)
- Žarko Petan: Maturantje (1982)
- Franček Rudolf: Debele sanje (1983; priredba Pavel Lužan)
- Jure Pervanje: Vsak ima svojega psa (med 1983 in 1990)
- Pavel Lužan: Rešitelj (1983)
- Tone Peršak: Noži (1983)
- Tone Peršak: Statistična številka (1983)
- Ervin Fritz: Komisija za samomore (1984)
- Jaša Zlobec: Rutinski primer (1984)
- Milan Jesih: Ljubiti (1984)
- Pavel Lužan: Odčarani krog (1984)
- Pavel Lužan: Rešitelji (1984)
- Tone Peršak: Dve, tri o termitih (1984)
- Žarko Petan: Dvojčka (1984)
- Žarko Petan: Tovariš Kožca ima besedo (1984)
- Andrej Blatnik: Podpisi (1985)
- Ervin Fritz: Kralj Malhus (1985)
- Ervin Fritz, Miško Kranjec: Pot domov (1985)
- Franček Rudolf: Vrč hodi po vodo (1985)
- Franček Rudolf: Kratek oddih v zdravilišču (1985)
- Franček Rudolf: Skriti pred sosedi (1985)
- Franček Rudolf: Pogled v prihodnost (1985)
- Jadranka Tavčar, Janez Vipotnik: Doktor (1985)
- Milan Jesih: Večerja s pismom (1985)
- Milan Jesih: Globoko jeseni (1985)
- Milan Jesih: Koloratura (1985)
- Pavel Lužan: Beli slon (1985)
- Pavel Lužan: Gora ni nora (1985)
- Pavle Jakopič: Obtoženi ste, Amor (1985?)
- Tone Peršak: Kamen (1985)
- Žarko Petan: Žena po meri (1985?)
- Franček Rudolf: Svetloba nad Ljubljano (1986)
- Franček Rudolf: Izvoz dečkov in deklic (1986)
- Franček Rudolf: Pesnik išče rimo (1986)
- Gregor Tozon: Lepo je v naši domovini biti pojoč (1986)
- Milan Jesih: Stevardesa (1986)
- Žarko Petan: Med dvema ognjema (1986)
- Ervin Fritz: Karantena: zgodba iz vojaškega življenja (1987)
- Feri Lainšček: Osebni zaimek Bavbav (1987)
- Franček Rudolf: Termiti (1987, priredba dramskega dela Pavel Lužan
- Matjaž Kmecl: Zadeva za vse občane (1987)
- Svetlana Makarovič: Mrtvec pride po ljubico (1987)
- Svetlana Makarovič: Starci (1987)
- Tone Partljič: Monolog trezne igralke (1987)
- Tone Partljič: Rdeče in sinje med drevjem (1987)
- Žarko Petan: Vražja stava (1987)
- Feri Lainšček: De revolutionibus (1988)
- Feri Lainšček: Jesen (1988?)
- Feri Lainšček: Vrata (1988)
- Feri Lainšček, Branko Žunec, Igor Likar: Primer Kalman (1988)
- Igor Likar: Brisanje resničnosti (1988)
- Jaša Zlobec: Cestni davek (1988)
- Vinko Möderndorfer: Uboga tašča (1999?)
- Milan Jesih: Mora radijskega jutra (1988)
- Pavel Lužan: Novo življenje (1988)
- Tone Partljič: Čistilka Marija (1988?)
- Žarko Petan: Don Juan in Leporella (1988)
- Feri Lainšček: Predsednik siromakov (1989)
- Frane Milčinski - Ježek: Dobri stari pianino (1989)
- Franček Rudolf: Hop, Cefizelj (1989)
- Niko Grafenauer: Tramvajčica (1989)
- Pavel Lužan: Kandidat (1989)
- Feri Lainšček: Prva sraka še ne prinese pomladi (1990)
- Feri Lainšček: Smrt sopotnica (1990)
- Janko Messner: Pogovor v maternici koroške Slovenke (1990)

#### Radijske igre tujih avtorjev, prevedene v slovenščino
- Elfriede Czurda, Ervin Fritz: Nogometni navijač ali Pa se smeji Virginia Woolf (1980)
- Zoran Stanojević: Vrata v zadnjem nadstropju (1980)
- Hrvoje Hitrec, Ervin Fritz: Magdalena (1981)
- Richard Harris: Sem mar kaj rekel? (1981)
- Barbara Fox: Tu, na križišču cest (1982)
- Goran Babić: Avtostop (1982)
- Gordan Mihić, Ervin Fritz: Ubogi mali hrčki (1982)
- Ilija Popovski, Ervin Fritz: Speča lepotica (1982)
- Aleksandar Marodić: Kričač (radijska nadaljevanka) (1983)
- Aleksandar Obrenović, Ervin Fritz: Sladki vonj preporoda (1983)
- Borislav V. Pekić, Ervin Fritz: Bermudski trikotnik (1983)
- Branko Hećimović, Ervin Fritz: Michelangelo Buonarroti (1983)
- Jovan Lubardić: Borza soprogov (1983)
- Sunčana Škrinjarić, Ervin Fritz: Prikazen in vešče (1983)
- Ilija Popovski, Ervin Fritz: Pusti otok (1984)
- Miklós Vámos: Plin uhaja (1984)
- Rastislav Durman, Ervin Fritz:  Človek strelja z blazine (1984)
- Vladimir Jovičić, Ervin Fritz: V precepu (1984?)
- Aleksandar Obrenović, Ervin Fritz: Zakonsko življenje don Kihota in done Dulsineje (1985)
- Ilija Popovski, Ervin Fritz: Kako se je pootročil planet Gatnitrak-Omega (1985)
- Jean-Claude Pirotte – Jean-Louis Jacques: Dež v Rethelu (1985)
- Miodrag Pavlović, Ervin Fritz: Smeh od zgoraj (1985?)
- Nedjeljko Fabrio, Ervin Fritz: Mojster (1985?)
- Nikola Vončina, Ervin Fritz: Neprijetni pogovori (1985?)
- Slobodan Turlakov, Ervin Fritz: Vezana ženitev (1985?)
- Svetozar Vlajković, Ervin Fritz: Potovanje do devetega nadstropja (1985?)
- Živko Čingo, Ervin Fritz: Paskvelija (1985?)
- Aleksandar Obrenović, Ervin Fritz: Bele vrtnice (1986)
- George Lucas: Zvezdna vojna (1986)
- George Lucas: Zvezdna vojna: D. 1, Klic v sili (1987)
- George Lucas: Zvezdna vojna: D. 2, Odkrivanje sile (1987)
- Nedjeljko Fabrio, Ervin Fritz: Admiral Krištof Kolumb (1986)
- Rade Krstić: Seansa (1986)
- Rade Krstić: Zrno (1986)
- Aleksandar Marodić, Ervin Fritz: Zadeva Orlando (1987)
- Antun Šoljan, Ervin Fritz: Človek, ki je rešil Nizozemsko (1987)
- Bernard da Costa: Arabella – moje ljubezni (1987)
- Michel Bory: Telefonska tajnica (1987)
- Aleksandar Obrenović, Ervin Fritz: Tartifček in drugi (1988)
- Rade Krstić: Odprta vrata (1988)
- Rade Krstić: Prepih (1989)
- Goran Gluvić: Ta pogumni čudoviti svet Rim (1990)

### Od leta 1991 do leta 2000

#### Izvirne slovenske radijske igre
- Andrej Blatnik: Praske na hrbtu (1991)
- Borut Gombač: Nova notranjost (1991)
- Cvetka Bevc: Perpetum mobile (1991)
- Edvard Kocbek: Plamenica (1991)
- Emil Filipčič: Gladovalec (1991)
- Ervin Fritz: Črna baba in povodni mož (1991)
- Feri Lainšček: Pod zaščito države (1991)
- Igor Likar: Stekleni stolp (1991)
- Ivan Rob, Mojca Jan Zoran: Kabaret (1991)
- Milan Jesih: Obnovitev postopka (1991)
- Miran Jarc, Mojca Jan Zoran: Vergerij (1991)
- Saša Vuga: Maronij Pilla (1991)
- Vinko Möderndorfer: Snubitev anno  90 (1991)
- Vladimir Gajšek: Parodija (1991)
- Feri Lainšček: Grinta (1992)
- Franček Rudolf: Monopoli (1992)
- Lovrenc Marušič: Škofjeloški pasijon (1992)
- Marko Elsner Grošelj: Glasovi, ujeti v zanko (1992)
- Miran Jarc – Mojca Jan Zoran: Vergerij (1992)
- Smiljan Rozman: Šola – šala (1992)
- Vinko Möderndorfer: Popolnoma resnične kriminalistične štorije (1992)
- Dragica Potočnjak: Sanje in strah (1993)
- Dragica Potočnjak: Medina ali Ena od tisočih (1993)
- Edvard Kocbek - Darja Dominkuš: Črna orhideja (1993)
- Emil Filipčič: Trpljenje mlade Tatjane (1993)
- Evald Flisar: Naglavisvet  (1993)
- Evald Flisar, Dušan Gorše: Tristan in Izolda (1993)
- Feri Lainšček: Majhen mož v čolnu (1993)
- Franček Rudolf: Nesrečni princ (1993)
- Franček Rudolf: Čist, zdrav in dober znak (1993)
- Franjo Frančič: Familija (1993)
- Franjo Frančič: Vice (1993)
- Franjo Frančič: Popolni umor (1993)
- Franjo Frančič: Mama, si videla mrtvega psa v travi? (1993)
- Franjo Frančič: Tujec (1993)
- Igor Likar: Apostoli in zbiralci groze (1993)
- Marko Elsner Grošelj: Peti jezdec (1993)
- Milan Jesih: Pod perutnico noči (1993)
- Mojca Jan Zoran: O vampirju, ki ni potreboval zob (1993)
- Pavel Lužan: Emancipiranke (1993)
- Vinko Möderndorfer: Hamlet in Ofelija (1993)
- Vinko Möderndorfer: Lov za nočnim gledalcem (1993)
- Vinko Möderndorfer: Skrivnostni umor v parku (1993)
- Vinko Möderndorfer: Nepokopani mrtvec (1993)
- Vinko Möderndorfer: Mrtvi tujec (1993)
- Vinko Möderndorfer: Silvestrski večer (1993)
- Zlatko Verzelak: Obvezno letovanje (1993)
- Andrej Blatnik: Bojevniki tretje armade (1994)
- Cvetka Bevc: Ježeštana (1994)
- Dušan Jovanović: Antigona (1994)
- Franček Rudolf: Raca (ali Vzhodno-zahodno cesarstvo) (1994)
- Frane Milčinski, Mojca Jan Zoran: Butalci (1994)
- Igor Likar: Potop (1994)
- Igor Torkar: Revizor 93 (1994)
- Marko Elsner Grošelj: Anqa, božanska ptica (1994)
- Milan Jesih: Mik usode (1994)
- Mirko Zupančič: Potovalci (1994)
- Pavel Lužan: Balada o smehu (1994)
- Pavel Lužan: Dežurni pesnik  (1994)
- Rudi Šeligo: Rdeči plašči Saturnovih svečenikov (1994)
- Vinko Möderndorfer: Sredi vrtov (1994)
- Vinko Möderndorfer: Pokrajina (1994)
- Vinko Möderndorfer: Blumen aus Krain ali Uršula in povodni mož (1994)
- Andrej Blatnik: Tretji ključ (1995)
- Dragica Potočnjak: Metuljev ples (1995)
- Evald Flisar: Temna stran svetlobe (1995)
- Feri Lainšček: Penzion Evropa (1995)
- Franjo Frančič: Prva in zadnja večerja (1995)
- Marko Elsner Grošelj: Nevidni človek (1995)
- Marko Elsner Grošelj: Sveti mož z gore (1995)
- Matjaž Kmecl: Zasliševanje in sprava (1995)
- Vinko Möderndorfer: Parlez vous France ali Parletov France (1995)
- Vinko Möderndorfer: Srce (1995)
- Vladimir Kocjančič: Svinčeni časi (1995)
- Andrej Blatnik: Nočna vožnja (1996)
- Dragica Potočnjak: Ne danes, ubij me jutri (1996)
- Ervin Fritz: Sreča in nesreča (1996)
- Feri Lainšček: Edi Manfredi (1996)
- Marko Elsner Grošelj: Temenos, stvarjenje podob (1996)
- Marko Elsner Grošelj: Golobnjak (1996)
- Marko Elsner Grošelj: Stolp modrega konja (1996)
- Milan Jesih: Hiška v cvetju (1996)
- Mojca Jan Zoran: Zadnja Stradivarijeva hči (med 1996 in 1998)
- Pavel Lužan: Janez ali optimizem (1996)
- Pavel Lužan: Živelo življenje Luka de (1996)
- Vinko Möderndorfer: Deklica in zmaj (1996)
- Vinko Möderndorfer: Na sončni strani (1996)
- Vinko Möderndorfer: Vroča linija (1996)
- Andrej Blatnik: Prenosni otok (1997)
- Borut Gombač: Vžigalica v snegu (1997)
- Cvetka Bevc: Zapoj še enkrat, Lojzka (1997)
- Evald Flisar: Angleško poletje (1997)
- Igor Torkar: Vstajenje Josefa Švejka (1997)
- Klemen Pisk: Lahko noč, Matija Čop (1997)
- Sebastijan Horvat, Klavdija Zupan, Nataša Matjašec: Elizabeth (1997)
- Tone Peršak: Aprilska sonata (1997)
- Vinko Möderndorfer: Na molu San Carlo (1997)
- Vinko Möderndorfer: Ničesar ne obžalujem (1997)
- Vinko Möderndorfer: Skrivnost mojstra Stradivarija (1997)
- Žarko Petan: Posilstvo (1997)
- Aleš Jan: Tugomer (1998?)
- Borut Gombač: Gluha gora (1998)
- Feri Lainšček: Jesen (1998)
- Lila Rok: Po jutru se dan pozna (1998)
- Pavel Lužan: Mrtva in živa (1998)
- Matjaž Kmecl: Nini (1998)
- Tone Partljič: Čistilka Marija (1998)
- Borut Gombač: Skozi zaprta vrata (1999)
- Dragica Potočnjak: Ločitve (1999)
- Ervin Fritz: Srčevje svetega Andreja (1999)
- Klemen Pisk: Ose pa ne letijo (1999)
- Mojca Jan Zoran: Otrok (med 1999 in 2000)
- Tomo Kočar: Dragi dnevnik (1999)
- Vinko Möderndorfer: Gospodična Srečko (1999?)
- Vinko Möderndorfer: K. P. S. vrača udarec (1999?)

#### Radijske igre tujih avtorjev, prevedene v slovenščino
- Elfriede Jelinek: Prebitek in užitek (1991)
- Friedrich Zuner: Pasji dnevi (1991)
- Slobodan Šnajder: Gemma Boić ali strah reke pred ustjem (1991)
- Woody Allen – Pavel Lužan: Bog (1991)
- Goran Gluvić: Trdna vera (1992)
- Karel Čapek: Ukradeni kaktus (1992)
- Rade Krstić: Zanimivo in podučno (1992)
- Ingrid van Frankenhuyzer: Antigovski princ (1993)
- Rade Krstić: Tisoč drobnih skrbi (1993)
- Anthony Minghella: Cigarete in čokolada (1994)
- Giovanni Boccaccio: Vrvica (1994)
- Goran Gluvić: Jaz nisem Maks (1994)
- Lukian – Jože Rode: Pomenki bogov (1994)
- Zurab Kandelski: Repeticija (1994)
- Robert Schneider, Tanja Viher: Nesnaga (1995)
- Guy de Maupassant – Jože Rode: Še ljubimca bi rabili (1996)
- Milan Grgić: Nepovabljena gosta (1996)
- Theodor Weissenborn, Tanja Viher: Podzemne jame (1996)
- Daniel Douglas Wissmann, Tanja Viher: Stolp (1997)
- Ilja Hurnik: Stradivariana ali Tri zgodbe o violini (1997)
- Viivi Luik: Kužkov rojstni dan (1997)
- Johannes von Saaz, Tanja Viher: Kmetič in smrt (1998)
- Barbara Frischmuth, Tanja Viher: Ko sem bila še majhne glave (1999?)
- Michal Šalomoun: Jawa in honda (1999)
- Mirjana Buljan: Vilinski ples (1999)
- Tony Glover: Na kratko, prosim (1999)

### Od leta 2000 do leta 2010

#### Izvirne slovenske radijske igre
- Cvetka Bevc: B. B. je mrtev (radijska igra po motivih iz življenja Bertolta Brechta) (2000)
- Cvetka Bevc: Pianistka (2000)
- Franjo Frančič: Masažni salon (2000)
- Tanja Viher: Štefka ali ljubezenski trikotnik na javnem stranišču (2000)
- Vinko Möderndorfer: Račun (2000)
- Vinko Möderndorfer: Zlati klub (2000)
- Dane Zajc: Grmače (2001)
- Dragica Potočnjak: Ciganček (2001)
- Feri Lainšček: Dej (2001)
- Irena Glonar: Kri. Na kmetih (2001)
- Irena Glonar: Kri. Zločin (2001)
- Irena Glonar: Štiriindevetdeset (2001)
- Pavel Lužan: Halštat (2001)
- Pavel Lužan: Trgovina s sanjami (2001?)
- Peter Semolič: Poroka (2001)
- Peter Semolič: Novoletna pravljica (2001)
- Tanja Viher: Jutro, dan in prva noč (2001)
- Tanja Viher: Dragi lažnivec (2001)
- Tomo Kočar: Ta parking je moj! (2001)
- Kim Komljanec: Miss Slovenije ima kratke noge (2002)
- Marinka Fritz Kunc: Potica v smetnjaku (2002)
- Milan Jesih: Bežno popotovanje (2002)
- Peter Semolič: Telefončki (2002)
- Mirko Zupančič: Samotniki (2003)
- Jana Kolarič: Mala morska deklica (2005)
- Tomo Kočar: Sistem (2005)
- Boštjan Tadel: Karmen (2006)
- Feri Lainšček: Hit poletja (2006)
- Matjaž Zupančič: Hodnik (2006)
- Tomo Kočar: Samanta (2006)
- Borut Gombač: Sence in sinkope (2007)
- Borut Gombač: Presketanje (2007)
- Cvetka Bevc: Presenečenje (2007)
- Jana Kolarič: Upanje na bogastvo (2007)
- Janja Vidmar: Agencija za združitve (2007)
- Janko Mlakar – Jože Rode: Mesečnik v planinah (2007)
- Matjaž Jarc: Mlekarna (2007)
- Vinko Möderndorfer: Ljubezen in gledališče (2007)
- Žanina Mirčevska: Hočem življenje kot na filmu (2007)
- Irena Glonar: Vsega imam dovolj (2008)
- Saša Pavček: Gaudeamus (2008)
- Renata Ažman: Depra (2009)

#### Radijske igre tujih avtorjev, prevedene v slovenščino
- Antje Vowinckel, Tanja Viher: Žajfa, naša vsakdanja (2001)
- Henry Myers: Prosim (2001)
- Agustín Núñez: Angeli (2002)

### Od leta 2010 do leta 2017

#### Izvirne slovenske radijske igre
- Tomo Kočar: Arena (2010)
- Vinko Möderndorfer: Pot nazaj (2010)
- Dušan Jelinčič, Jože Valentič: Upor obsojenih (2011)
- Maja Gal Štromar: Alma Ajka (2011)
- Feri Lainšček: Ne povej, kaj si sanjala (2012)
- Klemen Pisk: Pihalec (2012)
- Marko Kurat: Srajca srečnega človeka (2012)
- Cvetka Bevc: Desetka (2013)
- Draga Potočnjak: Dvojni z ledom (2013)
- Vinko Möderndorfer: Obiski (2014)
- Saška Rakef: Tolkalo (2016)
- Simona Semenič: tisočdevetstoenainosemdeset (2017)

#### Radijske igre tujih avtorjev, prevedene v slovenščino
- Ingunn Andreassen: Vse za Daniela (2010)
- Jon Nash: Povedati svojo zgodbo (2011)
- Erhard Schmied: Hollywood Boulevard (2012)
- Tom Dalton Bidwell: Stvari, ki jih je treba narediti pred smrtjo (2013)
- Eugène Ionesco, Klemen Markovčič: Stoli (2016)

### Radijske nanizanke

#### Pokličite gospo Milo (od 1988 do 2000)
- Feri Lainšček: Pokličite gospo Milo. Epizoda Alkoholik
- Feri Lainšček: Pokličite gospo Milo. Epizoda Samota
- Feri Lainšček: Pokličite gospo Milo. Epizoda Bencinski servis
- Feri Lainšček: Pokličite gospo Milo. Epizoda Brezdomec
- Feri Lainšček: Pokličite gospo Milo. Epizoda Ljubezen
- Vinko Möderndorfer: Pokličite gospo Milo. Epizoda Babica
- Vinko Möderndorfer: Pokličite gospo Milo. Epizoda Dekle, ki je izginilo
- Vinko Möderndorfer: Pokličite gospo Milo. Epizoda Kleptomanka
- Vinko Möderndorfer: Pokličite gospo Milo. Epizoda Nesreča
- Vinko Möderndorfer: Pokličite gospo Milo. Epizoda Peč
- Vinko Möderndorfer: Pokličite gospo Milo. Epizoda Rop
- Vinko Möderndorfer: Pokličite gospo Milo. Epizoda Smrt na stopnicah
- Vinko Möderndorfer: Pokličite gospo Milo. Epizoda Srce
- Vinko Möderndorfer: Pokličite gospo Milo. Epizoda Truplo v kopalni kadi
- Vinko Möderndorfer: Pokličite gospo Milo. Epizoda Uboga teta Meri
- Vinko Möderndorfer: Pokličite gospo Milo. Epizoda Umor na podeželju
- Vinko Möderndorfer: Pokličite gospo Milo. Epizoda Umor v zaporu
- Vinko Möderndorfer: Pokličite gospo Milo. Epizoda Usodni padec
- Vinko Möderndorfer: Pokličite gospo Milo. Epizoda V imenu ljubimcev
- Vinko Möderndorfer: Pokličite gospo Milo. Epizoda Zaslišanje
- Vinko Möderndorfer: Pokličite gospo Milo. Epizoda Izginulo dekle
- Vinko Möderndorfer: Pokličite gospo Milo. Epizoda Kdo je zadavil urednika?
- Vinko Möderndorfer: Pokličite gospo Milo. Epizoda Nasilje
- Vinko Möderndorfer: Pokličite gospo Milo. Epizoda Pisateljica
- Vinko Möderndorfer: Pokličite gospo Milo. Epizoda Piškoti babice Rozalije
- Vinko Möderndorfer: Pokličite gospo Milo. Epizoda Smrt v garaži
- Vinko Möderndorfer: Pokličite gospo Milo. Epizoda Uho
- Vinko Möderndorfer: Pokličite gospo Milo. Epizoda Umor v operi
- Vinko Möderndorfer: Pokličite gospo Milo. Epizoda Uresničene grožnje
- Vinko Möderndorfer: Pokličite gospo Milo. Epizoda Uvertura 1817
- Vinko Möderndorfer: Pokličite gospo Milo. Epizoda Vasilijev primer
- Vinko Möderndorfer: Pokličite gospo Milo. Epizoda Zogleneli

#### Pri psihiatru (2016)
- Pri psihiatru 3.1 – Kdaj se lahko zlažem?
- Pri psihiatru 3.2 – Kako ustrežem starcem?
- Pri psihiatru 3.3: Nobenmu ne smem povedat, da nimamo dnarja
- Pri psihiatru 3.4: Kolk se moram depilirat?
- Pri psihiatru 3.5: Jaz bi ful delala, starci pa težijo, da moram končat šolo

## Kratka radijska igra

### Do leta 1990

#### Izvirne slovenske radijske igre
- Feri Lainšček: Smrt sopotnica (1989)
- Franček Rudolf: Domači nosorogi (1989)

#### Radijske igre tujih avtorjev, prevedene v slovenščino
- Dieter Kuhn: Enakoglasje (1966)
- Ujgurska ljudska: Cmoki in zakoni (1989)
- William Shakespeare – Aleš Jan: Hamlet ekspres (1989)

### Od leta 1991 do leta 2000

#### Izvirne slovenske radijske igre
- Ervin Fritz: Zmaj v Postojnski jami (1990)
- Feri Lainšček: Za zaščito pikapolonic (1990)
- Franček Rudolf: Kje je moj bicikel (1990)
- Ivan Cankar – Aleš Jan: HLPC (1990)
- Ivan Slamnig: Star vic (1990)
- Pavel Lužan: Dunajski valček z naslovi (1990)
- Pavel Lužan: Vsakdanja bomba (1990)
- Feri Lainšček: Radiofonski umor (1991)
- Goran Schmidt, Jasna Vidakovič, Aleš Jan: Enci benci (1991)
- Marko Elsner Grošelj: Sin in sinovi (1991)
- Miran Jarc, Mojca Jan Zoran: Drugi breg (1991)
- Pavel Lužan: Čudežni otrok (1991)
- Pavel Lužan: Poročna noč (1991)
- Pavel Lužan: Vražji računi (1991)
- Slavko Grum – Mojca Jan Zoran: Portret dečka s cvetlico v roki (1991)
- Ivan Cankar – Aleš Jan: Svet' Florjan, pomagaj nam! (1992)
- Marko Elsner Grošelj: Metulj (1992)
- Pavel Lužan: Léon in Léa (1992)
- Pavel Lužan: Rodovnik (1992)
- Pavel Lužan: Živela svoboda tiska (1992)
- Vladimir Bartol: Don Lorenzo (1992)
- Drago Kuhar: Belomišje (1993)
- Franjo Frančič: Deklica za vse (1993)
- Ina Ros: Ognjenosec (1993)
- Lila Rok: Skok čez plot ali V šivankino uho (1993)
- Marko Elsner Grošelj: Jakobove sanje (1993)
- Nada Gaborovič: Sitnosti s čustvi (1993)
- Edo Torkar – Pavel Lužan: Igra, narejena iz pivske pene (1994)
- Franjo Frančič: Ločitev (1994)
- Ivo Frbežar: Peter (1994)
- Nina Novak: Toreador, pripravi se na boj (Novakovi – 14. del) (1994)
- Gregor Tozon: Sonata za drevo in ovna (1995)
- Lila Rok: Soočenje z mrkom, režija (1995)
- Mojca Jan Zoran: Francka noče biti Francesca (1995)
- Pavel Lužan: Novi človek, nova Evropa (1995)
- Franjo Frančič: Dvojec brez krmarja (1996)
- Feri Lainšček: Karmenka z našega ŠTANTA (1997)
- France Prešeren: Nova pisarija (1997)
- Hana Marši: Slepi, izstopite! (1997)
- Marko Elsner Grošelj: Srečanje iz mladosti (1997)
- Tomo Kočar – Mateja Tegelj: Skrivnost Chloe Duboix (1997)
- Tomo Kočar: Zmaji so … (1997)
- Tomo Kočar: Hiša strahov (1997)
- Tomo Kočar: Skollejev postopek (1997)
- Anton Aškerc – Elza Rituper: Stara pravda 1573 (1998)
- Darko Rundek, Davor Rocco: Hudičevo ogledalo  (1998)
- Feri Lainšček: Karmenka z našega štanta  (1998)
- Feri Lainšček: Zakonski in nezakonski otrok (1998)
- Marko Elsner Grošelj: Priznanje (1998)
- Vladimir Bartol – Irena Glonar: Dolgoprsti prstan (1998)
- Cvetka Bevc: Deklica, ki je spala (po istoimenski noveli Jasne Blažič) (1999)
- Draga Potočnjak: Za prijatelje – Rado (1999)
- Dragica Potočnjak: Rajko (1999)
- Dragica Potočnjak: Rudi (1999)
- Dragica Potočnjak: Rodion Romanovič (1999)
- Dragica Potočnjak: Ločitve (1999)
- Franček Rudolf: Kokoši (1999)
- Irena Glonar: Lantana (1999?)
- Irena Glonar: Rikša (1999?)
- Marko Elsner Grošelj: Temno bivanje (1999?)
- Mateja Tegelj: Očka (1999)
- Pavel Lužan: Neiztrohnjeno srce (1999)
- Pavle Jakopič: Bogataš z napako (1999)
- Pavle Jakopič: Helsingforska ulica 5 (1999?)
- Rudi Šeligo: Lokostrelstvo v oborah (1999?)
- Rudi Šeligo: Pogovori po noči, imenovani Noč dolgih peres (1999?)
- Stanko Majcen: Gospod predsednik (1999)
- Tomo Kočar: Dragi dnevnik (1999)
- Tomo Kočar: Žrtvi, žrtev, žrtve (1999)

#### Radijske igre tujih avtorjev, prevedene v slovenščino
- Gerhard Rentzsch: Štirikraten odmev v Zabukovju (1990)
- Juan Rulfo – Alenka Bole Vrabec: Talpa (1990)
- Lygia Fagundes Telles: Pridi in si oglej sončni zahod (1990)
- Muza K. Pavlova: Srečanje (1990)
- Muza Pavlova: Metro (1990)
- Ujgurska ljudska – Gordana Kunaver: Konec sveta (1990)
- Ujgurska ljudska – Gordana Kunaver: Na reki (1990)
- Ujgurska ljudska – Gordana Kunaver: Vreča modrosti (1990)
- Ujgurska narodna – Gordana Kunaver: Središče sveta (1990)
- Arthur Schnitzler: Grof in vlačuga (1991)
- Ephraim Kishon: Čudežni otrok (1991)
- Goran Gluvić: Beg v paradiž (1991)
- Goran Gluvić: Mejerholdovo sporočilo (1991)
- Egist Zagoričnik: Godot v puščavi (1992)
- Indijanska legenda – Mojca Jan: Kondor ugrabitelj (1992)
- Indijanska legenda – Mojca Jan: Kuniraja Uirakoča in Kauiljaka (1992)
- Indijanska legenda – Mojca Jan: Uatiaukori (1992)
- Goran Gluvić: Hujšanje ali zgodovina rock glasbe (1992)
- Karel Čapek: Skrivnostna pisava (1992)
- Karel Čapek – Mirče Šušmel: Pesnik (1992)
- Jean Paul Alègre: Pisarna za pritožbe (1992)
- Dorothy Parker: Mladoporočenca (1992)
- Woody Allen: Kugelmassova zgodba (1992)
- Jaume Cela – Mojca Jan Zoran: Zelo kosmato vprašanje (1994)
- Alise Bosnić: Na straži (1995)
- James Thurber: Kaj hoče gospod (1995)
- Mark Twain – Bogdan Gjud: Grlovka (1998)
- Mark Twain – Bogdan Gjud: Srečanje z novinarjem (1998)
- Gabriel García Márquez – Irena Glonar: Kletka (1999)
- Gabriel García Márquez: Erendira (1999)
- Goran Gluvić: Slavljenec (1999)

### Od leta 2000 do leta 2010

#### Izvirne slovenske radijske igre
- Alma Karlin – Irena Glonar: Rikša (2000)
- Cvetka Bevc: Ptičica svarilka (2000)
- Vinko Möderndorfer – Irena Glonar: Omejen rok trajanja (2000)
- Fran Milčinski: Posvet (2001)
- Franček Rudolf: Pogled z nebotičnika (2001)
- Franček Rudolf: Kokoši (2001)
- Ivan Cankar – Lenča Ferenčak: Gospa Zaplotnica (2001)
- Lenča Ferenčak: Kako sem se poročila s poštarjem (2001)
- Milan Dekleva: Princi svetlobe (2001)
- Pavel Lužan: Deklica in radio (2001)
- Zofka Kveder – Irena Glonar: Na kmetih (2001)
- Franjo Frančič: Lov (2002)
- Janez Povše: Vrnitev (2002)
- Pavel Lužan: Angeli (2002)
- Pavel Lužan: Beg k reki (2002)
- Pavel Lužan, Goran Schmidt: Bordel (2002)
- Pavel Lužan, Goran Schmidt: Sanje (2002)
- Franček Rudolf: Klic divjine (2003)
- Igor Likar: Pneuma (2003)
- Franček Rudolf: Klic divjine (2004)
- Pavel Lužan: Na živce mi greš (2004)
- Žanina Mirčevska: Dva svetova (2004)
- Barbara Čeh: Vžgi že to grmado! (2005)
- Ivan Pregelj – Irena Glonar: Matkova Tina (2006)
- Franček Rudolf: Izlet na Himalajo (2007)
- Zmago Frece: Jutri (2007)
- Franček Rudolf: Kozarček za zdravje (2008)
- Franček Rudolf: Pomlad v mestu (2008)
- Goran Vojnović: Dobr' je (2009)
- Kristijan Muck: Poročnik in kurat (2009)

#### Radijske igre tujih avtorjev, prevedene v slovenščino
- Jean Tardieu: Deklica in radio (2001)
- Aleksander Rodionov: Kartonaste škatle (2002)
- Karel Čapek – Bogdan Gjud: Poslednja sodba (2002)
- Guy de Maupassant – Pavel Lužan: Rešena (2005)
- Ingvar Ambjørnsen: Uklet (2008)
- William Shakespeare – Matjaž Farič: Hamlet (2009)

### Od leta 2010 do leta 2017

#### Izvirne slovenske radijske igre
- Anica Perpar: Slepi čas (2010)
- Jaka Andrej Vojevec: Že spet (2010)
- Katja Čičigoj: Samo še minutko (2010)
- Marija Hamršek Lavrenčič: Le po kom se je vzela (2010)
- Miomira Šegina: Kapučino (2010)
- Teja Oblak: Novost (2010)
- Andrej Blatnik: Billie Holiday (2011)
- Miomira Šegina: Boben usode (2011)
- Igor Likar: Dragi Slovenci (2012)
- Mateja Perpar: Pomlad (2012)
- Mateja Perpar: Grehec (2012)
- Mateja Perpar: Zapeljivka (2013)
- Fran Saleški Finžgar: Prerokovana (2014)
- Simona Semenič: Nogavice (2016)

#### Radijske igre tujih avtorjev, prevedene v slovenščino
- Pernille Iversen: Eksperiment (2012)

### Kratke radijske nanizanke

#### Zanke inšpektorja Kocjana (1997)
- Tomo Kočar: Zanke inšpektorja Kocjana. Vse na svojem mestu
- Tomo Kočar: Zanke inšpektorja Kocjana. Samo za punce
- Tomo Kočar: Zanke inšpektorja Kocjana. Šala za umret
- Tomo Kočar: Zanke inšpektorja Kocjana. Ribe v kalnem
- Tomo Kočar: Zanke inšpektorja Kocjana. Lep pozdrav iz Monte Carla
- Tomo Kočar: Zanke inšpektorja Kocjana. Štirje mušketirji
- Vinko Möderndorfer: Zanke inšpektorja Kocjana. Mali mrtvaček
- Vinko Möderndorfer: Zanke inšpektorja Kocjana. Mož brez obraza
- Vinko Möderndorfer: Zanke inšpektorja Kocjana. Obešenka
- Vinko Möderndorfer: Zanke inšpektorja Kocjana. Stara gospa in obiskovalci iz vesolja
- Vinko Möderndorfer: Zanke inšpektorja Kocjana. Ugrabitev
- Vinko Möderndorfer: Zanke inšpektorja Kocjana. Zlatarjeva smrt

## Radijske igre za otroke in mladino

### Do leta 1980

#### Izvirne slovenske radijske igre
- Leopold Suhodolčan: Čudežna srajca (1956)
- Leopold Suhodolčan: Veliki sejem (1958)
- Frane Milčinski - Ježek: Zvezdica zaspanka (1959)
- Leopold Suhodolčan: Deček v avtu (1960)
- Leopold Suhodolčan: Pesmi in balkoni (1961)
- Leopold Suhodolčan: Trije v raketi (1961)
- Frane Puntar: Packe od A do Ž (1963)
- Marjan Marinc: Krasen cirkus (1965)
- Frane Puntar: Nad streho severnica (1966)
- Frane Puntar: Pipa s toplo vodo (1967)
- Frane Puntar: Kako se je teta Mica odvadila sovražiti krave (1968)
- Frane Puntar: Pravljica v modrem (1968)
- Frane Puntar: A (1969)
- Marjan Marinc: Srebrni konj (1969)
- Frane Puntar: Medvedek zleze vase (1970)
- Marjan Marinc: Ne bom! (1970)
- Marjan Marinc: Rumeni bonboni (1970?)
- Marjan Marinc: Zmaj Frfotaj (1970)
- Frane Puntar: Cestožerka (1971)
- Frane Puntar: Gumica, olovka, pero (1971)
- Joško Lukež: Otroci, otroci vsega sveta (1971)
- Marjan Marinc: Zmešnjava pa taka! (1971?)
- Frane Puntar: Gosli (1972)
- Frane Puntar: Uho (1972)
- Leopold Suhodolčan: Dedkova vrata (1972)
- Leopold Suhodolčan: Pojoča hiša (1972)
- Marjan Marinc: Pravljica o dobrem kralju (1972)
- Marjan Marinc: Streli v votlini (1972)
- Marjan Marinc: Velika uganka (1972?)
- Žarko Petan: Obtoženi volk (1972)
- Franček Rudolf: Princ in ovce (1973)
- Frane Puntar: Bobnanje od znotraj (1973)
- Frane Puntar: Dvojčka (1973)
- Frane Puntar: Jabolko (1973)
- Frane Puntar: Šala (1973)
- Marjan Marinc: Kapitolske gosi (1973)
- Marjan Marinc: Nenavadni polet (1973)
- Frane Puntar: Vrata, ki škripljejo (1974)
- Frane Puntar: Vzorček (1974)
- Leopold Suhodolčan: Kdo ne sliši trave rasti (1974)
- Marjan Marinc: Skrivnost stolpnice 3 (1974)
- Marjan Marinc: Hrustač, kilavček in bimbo (1974)
- Marjan Marinc: Robogen, kar je vmes in - konec (1974)
- Sandi Sitar: Dedkovi medvedi (1974)
- Svetlana Makarovič: Pekarna Mišamaš (1974)
- Frane Puntar: Biba leze (1975)
- Frane Puntar: Ha (1975)
- Frane Puntar: Hojladrija (1975)
- Marjan Marinc: Otorinolaringologitis (1975)
- Žarko Petan: Prehlajena Sneguljčica (1975)
- Žarko Petan: Gluhi kralj (1975?)
- Franček Rudolf: Domišljavi helikopter (1976)
- Frane Puntar: Vile, vale, voli (1976)
- Frane Puntar: Drezanje v kamen (1976)
- Ivan Cankar – Rosanda Sajko: Jure (1976)
- Marjan Marinc: Okulistična zadeva (1976)
- Marjan Marinc: Poslednji žvižg (1976)
- Marjan Marinc: Strel (1976)
- Žarko Petan: Žvižgač (1976)
- Frane Puntar: Pesem gre na zmenek (1977)
- Žarko Petan: Vsi telefoni tega sveta (1977)
- Anita Kolesar: Bolni lev (1978?)
- Franček Rudolf: Strašen hrup v Tihem oceanu (1978)
- Frane Puntar: Mala žalost (1978)
- Frane Puntar: Stari mož, budilka, sosed, pes, pipa, riba, tat (1978)
- Frane Puntar: Tek za čevlji (1978)
- Žarko Petan: Andrejčkova glava je prazna (1978)
- Žarko Petan: Sanja - polna glava spanja (1978)
- Frane Puntar: Ham (1979)
- Franc Belčič: Tristo zelenih abrakadaber (1979)

#### Radijske igre tujih avtorjev, prevedene v slovenščino
- Aleksadar Marodić: Igi (1974?)
- Aleksandar Marodić: Igra (1975)
- Andre Maurois – Lojze Krakar: Dežela 36000 želja (1975)
- Dušan Ilić: Lovec Blisk ni umrl (1975)
- Svetislav Ruškuc: Potok žubori in v Donavo valovi (1975)
- Svetislav Ruškuc: Srce (1975)
- Venjamin Kaverin: Leteči deček (1975)
- Hans Christian Andersen - Tanja Viher, Rudolf Kresal: Kakor napravi stari, je zmerom prav (priredba po istoimenski pravljici) (1978)
- Branko Belan: Nina - Nana za Pavlico (1979)

### Od leta 1980 do leta 1990

#### Izvirne slovenske radijske igre
- Leopold Suhodolčan: Cepecepetavček (1980)
- Žarko Petan: Domača naloga (1980)
- Žarko Petan: Starši na prodaj (1980)
- Franček Rudolf: Volk, začaran v dečka (1981)
- Frane Puntar: Beli dan (1981)
- Franc Belčič: Izgubljeni računalnik (1981)
- Franček Rudolf: Pogumni zajček Hophop (1982)
- Frane Puntar: Trobentice (1982)
- Jaša Zlobec: Kje je gospod Ficko? (1982)
- Jaša Zlobec: Vroče počitnice (1982)
- Leopold Suhodolčan: Peter nos je vsemu kos (1982)
- Matjaž Jarc: Darinkini zakladi (1982)
- Žarko Petan: Pet pepelk (1982)
- Franc Belčič: Narobe pravljica (1982)
- Frane Puntar: Hop (1983)
- Frane Puntar: Lov na rep (1983)
- Jaša Zlobec: Čarovni čaj iz črnih saj (1983)
- Jaša Zlobec: Netopir Jožko (1983)
- Žarko Petan: Metka in Janko (1983)
- Darka Čeh: Stopicljaj in pesnik (1984)
- Feri Lainšček: Deklica Ferdinanda (1984)
- Franček Rudolf: Psi iz Andersenovega vžigalnika (1984)
- Franček Rudolf: Medved ukrade avto (1984)
- Frane Puntar: Škratek lučka (1984)
- Frane Puntar: Veter veje (1984)
- Pavel Lužan: Izginjevalnik (1984)
- Žarko Petan: Poslednja vojna Njegovega Veličanstva (1984)
- Darka Čeh: Šumeči vodnjak (1985?)
- Frane Puntar: V moji senci drevo (1985)
- Igor Likar: Če bi čebele pele (1985)
- Jaša Zlobec: Sama čista resnica (1985?)
- Žarko Petan: Igrice za očeta (1985?)
- Darka Čeh: Utrinek (1986?)
- Franček Rudolf: Bobri in bobrčki (1986)
- Pavel Lužan: Darilo severnega vetra (1986)
- Pavel Lužan: Mala čarovnica (1986)
- Pavel Lužan: Moj prijatelj sivi volk (1986)
- Franček Rudolf: Podzemeljsko mesto (1987)
- Franček Rudolf: Odlagališče vesoljskih ladij (1987)
- Frane Puntar: Hruške gor, hruške dol (1987)
- Marjan Marinc: Sončnica (1987)
- Žarko Petan: Goli cesar (1987)
- Žarko Petan: Vojak z zlato glavo (1987)
- Aleksander Marodić: Krtek samovrtek (1988?)
- Darka Čeh: Tiha deklica (1988)
- Feri Lainšček: Besede! Besede! Besede! (1988)
- Franček Rudolf: Hrabra mravljica (1988)
- Jaša Zlobec: Čarovnice (1988)
- Pavel Lužan: Pastir in čarovnikova hči (1988)
- Vinko Möderndorfer: Pojoči prstki (1988)
- Darja Gogala: Na svidenje na hruški (1989)
- Darja Gogala: Neodprto pismo (1989)
- Jaša Zlobec: Marsovci (1989)
- Pavel Lužan: En cvet ne naredi pomladi (1989)
- Pavel Lužan: Zlati sinko (1989)
- Darka Čeh: Češnja v vrtu (1989)
- Franček Rudolf: Poklic: kavboj (1989)
- Franček Rudolf: Violina (1989)
- Jaša Zlobec: Nočni obisk (1989)
- Vinko Möderndorfer: Kako začarati zajca (1989)
- Žarko Petan: Dežela vetrnic (1989)

#### Radijske igre tujih avtorjev, prevedene v slovenščino
- Klaus Eidam, Ervin Fritz: Ostržek: I. del, II. del (1984)

### Od leta 1990 do leta 2000

#### Izvirne slovenske radijske igre
- Darja Gogala: Stara jablana (1990)
- Darka Čeh: Skrivnost (1990)
- Franček Rudolf: Opica s šolsko torbo (1990)
- Vinko Möderndorfer: Kako pričarati zajčka za deklico (1990)
- Pavel Lužan: Zlati sinko (1990)
- Darja Gogala: Kam je izginil prostor (1991)
- Ervin Fritz: Gorski škrat (1991)
- Ervin Fritz: Grofič prašič (1991)
- Feri Lainšček: Regratova roža (1991)
- Franček Rudolf: Karta v rokavu (1991)
- Franček Rudolf: Lisica in grozdje (1991)
- Marko Elsner Grošelj: Postmoderna sfinga (1991)
- Milan Jesih: Kronan norec (1991)
- Pavel Lužan: Trije bahači (1991)
- Rajko Ranfl: V čebeljem kraljestvu (1991)
- Vinko Möderndorfer: Miši v operni hiši (1991)
- Žarko Petan: Igra za dedija (1991)
- Ervin Fritz: Legenda o Jezusu in svetem Petru (1992)
- Ervin Fritz: Modra Barbica (1992)
- Feri Lainšček: Grinta (1992)
- Jaša Zlobec: Punčka in pošast (1992)
- Pavel Lužan: Alica v čudežni deželi (1992)
- Pavel Lužan: Uh, kakšna detektivka (1992)
- Svetlana Makarovič: Korenčkov palček (1992)
- Svetlana Makarovič: Nekaj prav posebnega (1992)
- Tanja Mastnak, Ervin Fritz: O Silfih in vsem ostalem (1992)
- Janko Skale: Gumbek (1992)
- Žarko Petan: V knjigi pravljic (1992)
- Bina Štampe Žmavc: Kam je izginil sneg (1993)
- Darja Gogala: Kapa v srajčki (1993)
- Darka Čeh: Prava pravljica (1993)
- Ervin Fritz: Krompir ali Kregarca in ljudska oblast (1993)
- Ervin Fritz: Papagaj kralja Matjaža (1993)
- Ervin Fritz: Svet v naprstniku (1993)
- Feri Lainšček: Brat je škrat je tat je (1993)
- Franček Rudolf: Maček Muco, Muca Mačka (1993)
- Igor Likar: Kolombina in črni klovn ali Pod kupolo želja (1993)
- Pavel Lužan: Črna senca, beli dan (1993)
- Vida Mokrin-Pauer: Kozlarija (1993)
- Vinko Möderndorfer: Kristalni svet (1993)
- Vinko Möderndorfer: Strašni razred 4. a (1993)
- Darka Čeh: Zimska pravljica (1994)
- Ervin Fritz: Desetnica (1994)
- Mira Stušek: Pištek (1994)
- Pavel Lužan: Peter Klepec (1994)
- Vinko Möderndorfer: Dve hudobi (1994)
- Vinko Möderndorfer: Madonca fleten svet (1994)
- Vinko Möderndorfer: Popki (1994)
- Vinko Möderndorfer: Smetiščna zgodba (1994)
- Ervin Fritz: Bridka smrt in Tomaž  (1995)
- Ervin Fritz: Deklica vojak (1995)
- Feri Lainšček: Strašilo (1995)
- Jože Rode: Bratec, sestrica in trije kužki (1995)
- Svetlana Makarovič: Kokokokoška Emilija (1995)
- Svetlana Makarovič: Škrat Kuzma (1995)
- Vinko Möderndorfer: Dve hudobi (1995)
- Žarko Petan: Tretji dvojček (1995)
- Bina Štampe Žmavc: Princesa kamnitih besed (1996)
- Bina Štampe Žmavc: Ure kralja Mina (1996)
- Cvetka Bevc: Mali ribič in mojster Zvitež (1996)
- Darka Čeh: Začaran krog (1996)
- Feri Lainšček: Gerda in Kaj (1996)
- Feri Lainšček: Pozdrav pomladi (1996)
- Milan Jesih: Zvezda in srce (1996)
- Pavel Lužan: Mačja zgodba (1996)
- Pavel Lužan: Ti si moj sonček (1996)
- Bina Štampe Žmavc: O petelinu in pavu (1997)
- Feri Lainšček: Žlopi (1997)
- Marinka Fritz Kunc: Lačna kri (1997)
- Milan Jesih: Glava (1997)
- Mojca Jan Zoran: Kako se na svet godi (1997)
- Tomo Kočar: Škratek Copatek in težave v pravljični deželi (1997)
- Žarko Petan: Radio in njegov dvojnik (1997)
- Ervin Fritz: Čudežna kura (1998?)
- Franček Rudolf: Zubzak, prihodnost plemena (1998)
- Marinka Fritz Kunc: Pomahaj lastovici (1998)
- Tomo Kočar: Pišček gre na pot (1998)
- Tomo Kočar: Čisto novi rolerji (1998)
- Vinko Möderndorfer: Lepi janičar (1998?)
- Žarko Petan: Klinika na robu devete dežele (1998?)
- Feri Lainšček: Velecirkus Argo (1999?)
- Milan Jesih: Deseti raček (1999)
- Tomo Kočar: Mala huda urica (1999)
- Vinko Möderndorfer: Palčki pospravljalčki (1999?)
- Vinko Möderndorfer: Pot v šolo (1999?)

#### Radijske igre tujih avtorjev, prevedene v slovenščino
- Karl-Heinz Bölling, Ervin Fritz: Moj totalka izginuli oče, moja totalka izginula mama (1998?)
- Urban Gyula, Ervin Fritz: Ping in Pong, mala pingvina (1998?)

### Od leta 2000 do leta 2010

#### Izvirne slovenske radijske igre
- Cvetka Bevc: Pravljica o P.P.P.P. (pesniškem peresu polha Puhija)  (2000)
- Cvetka Bevc: Veverica Mica (2000)
- Tomo Kočar: Grom Hoho in hrček Packo (2000)
- Tomo Kočar: Lastovička Zofka (2000)
- Irena Androjna: Na vrtu spomladi (2001)
- Tomo Kočar: Lažnivi škrateljc (2001)
- Vinko Möderndorfer: Nenavadna poroka: o tem, kako ljubezen ne pozna meja in ne razlik, vsakršna podobnost s človeškimi značaji in težavami je zgolj naključna (2001)
- Franček Rudolf: Račke na samotnem jezeru (2002)
- Cvetka Bevc: Trije grahki (2003)
- Tomo Kočar: Tastari pa tanovi (2005)
- Tomo Kočar: Malinovi (2005)
- Tomo Kočar: Čudežna bukev (2006)
- Jana Kolarič: Odiseja 3000 (2008)
- Svetlana Makarovič: Smradek (2008)
- Tomo Kočar: Joj, Žeruh! (2008)
- Vinko Möderndorfer: Zadnja Stradivarijeva hči (2008)

### Od leta 2010 do leta 2017

#### Izvirne slovenske radijske igre
- Dim Zupan: Deklica za ogledalom (2012)
- Jana Kolarič: Trije ježki (2012)
- Saša Pavček: Zakaj je polje jezero (2012)
- Romana Ercegovič: Pingvin Cofek (2013)
- Jana Kolarič: O medvedu, ki je iskal mraz (2014)
- Jerneja Pavček: Čarobna voda (2014)
- Irena Androjna: Težave z borovnicami (2015)
- Irena Androjna: Kresna noč v sinji dobravi (2015)
- Jana Kolarič, Tatjana Kokalj: Koga se strah boji (2015)
- Maja Gal Štromar, Gregor Geč: Črkolandija (2015)
- Saška Rakef, Dragica Potočnjak: Rdeča nogavička (2015)
- Bina Štampe Žmavc: Medvedek in punčka (2016)
- Kim Komljanec: Kraljična na zrnu graha (2016)
- Maja Gal Štromar: Cifromanija (2016)
- Rajko Ranfl: Radio Huda luknja (2016)
- Smiljan Rozman: Čarobni pisalni strojček (2016)
- Tone Pavček: Čudovito mesto Nigagrad (2016)
- Frane Puntar: A (2017)
- Žarko Petan: Gluhi kralj (2017)
- Pavel Lužan: Izginjevalnik (2017)
- Marjan Marinc: Kresna noč (2017)
- Svetlana Makarovič: Vila malina (2017)

### Radijske nanizanke za otroke in mladino

#### Inšpektor Ris ne miruje (od 1973 do 1976)
- Marjan Marinc: Inšpektor Ris ne miruje. 1. Polnočni kres
- Marjan Marinc: Inšpektor Ris ne miruje. 2. Kurje bedro
- Marjan Marinc: Inšpektor Ris ne miruje. 3. Paket
- Marjan Marinc: Inšpektor Ris ne miruje. 4. Strel skozi okno
- Marjan Marinc: Inšpektor Ris ne miruje. 5. Lažna zanka
- Marjan Marinc: Inšpektor Ris ne miruje. 6. Krvavi tir
- Marjan Marinc: Inšpektor Ris ne miruje. 7. Duh v internatu
- Marjan Marinc: Inšpektor Ris ne miruje. 8. Bela smrt
- Marjan Marinc: Inšpektor Ris ne miruje. 9. Izmišljena ulica
- Marjan Marinc: Inšpektor Ris ne miruje. 10. Izdajalska vreča
- Marjan Marinc: Inšpektor Ris ne miruje. 11. Rdeči lasje
- Marjan Marinc: Inšpektor Ris ne miruje. 12. Dvojno življenje brusača

#### Stric Gabrijel ima vedno prav (1976)
- Marjan Marinc: Stric Gabrijel ima vedno prav. 1. Pes, ki laja-tudi grize!
- Marjan Marinc: Stric Gabrijel ima vedno prav. 2. Prva pomoč-ni vedno pomoč
- Marjan Marinc: Stric Gabrijel ima vedno prav. 3. In zaprla so se rajska vrata
- Marjan Marinc: Stric Gabrijel ima vedno prav. 4. Tudi na teletini si zlomiš zob
- Marjan Marinc: Stric Gabrijel ima vedno prav. 5. Slep je, kdor z ljubeznijo se ukvarja

#### Čarovnička Gajka (od 1992 do 1993)
- Vinko Möderndorfer: Čarovnička Gajka
- Vinko Möderndorfer: Muc Langus in čarovnička Gajka
- Vinko Möderndorfer: Vrnitev čarovničke Gajke
- Vinko Möderndorfer: Čarovnička Gajka. 3. Čudesa iz čistega ničesa
- Vinko Möderndorfer: Čarovnička Gajka. 4. Maček Langus na vakancah

#### Peter Pan v Kensingtonskem parku (2012)
- James Matthew Barrie: Kdo je Peter Pan?, 1. del - Peter Pan v Kensingtonskem parku
- James Matthew Barrie: Peter na otoku ptičev, 2. del - Peter Pan v Kensingtonskem parku
- James Matthew Barrie: Petrova ladjica, 3. del - Peter Pan v Kensingtonskem parku
- James Matthew Barrie: Peter na Vilinjem plesu, 4. del - Peter Pan v Kensingtonskem parku
- James Matthew Barrie: Petrova vrnitev k mami, 5. del - Peter Pan v Kensingtonskem parku
- James Matthew Barrie: Deklica mami v parku, 6. del - Peter Pan v Kensingtonskem parku
- James Matthew Barrie: Na Vilinjem plesu, 7. del - Peter Pan v Kensingtonskem parku
- James Matthew Barrie: Hišica v parku, 8. del - Peter Pan v Kensingtonskem parku
- James Matthew Barrie: Peter in mami, 9. del - Peter Pan v Kensingtonskem parku
- James Matthew Barrie: Slovo Petra in mami, 10. del - Peter Pan v Kensingtonskem parku

#### Hektor (2014)
- Dim Zupan: Hektor - 1. del: Hektor in ribja usoda
- Dim Zupan: Hektor - 2. del: Hektor in mala šola
- Dim Zupan: Hektor - 3. del: Hektor in velika avantura
- Dim Zupan: Hektor - 4. del: Hektor in male ljubezni
- Dim Zupan: Hektor - 5. del: Hektor in duh po človeku
- Dim Zupan: Hektor - 6. del: Hektor in velika solza
- Dim Zupan: Hektor - 7. del: Hektor in zrela hruška